# 新沙爾皮夫卡
51°23′38″N 33°45′6″E / 51.39389°N 33.75167°E
新沙爾皮夫卡（烏克蘭語：Нова Шарпівка）是位於烏克蘭東北部的村莊，由蘇梅州科諾托普區的普蒂夫利市鎮負責管轄。該村處於克列文河左岸，分別距離伊萬尼夫斯凱1公里，海拔高度138米。